# Kiki Dee
Kiki Dee, vlastním jménem Pauline Matthews (* 6. března 1947 Bradford) je anglická zpěvačka pop music.

## Život
Profesionálně vystupuje od šestnácti let, kdy podepsala smlouvu s vydavatelstvím Fontana Records. V roce 1965 se zúčastnila spolu s Fredem Bongustem Festivalu Sanremo. Stala se přední představitelkou bílého soulu a jako první Britka byla v roce 1970 přijata společností Motown Records. Účinkovala v televizní show Bennyho Hilla, sestavila vlastní skupinu The Kiki Dee Band. Spolupracovala s Eltonem Johnem, jejich duet „Don't Go Breaking My Heart“ byl v roce 1976 v čele hitparád ve Spojeném království, Spojených státech amerických, Francii, Itálii, Austrálii a Kanadě. V roce 1985 byla členkou superskupiny The Crowd, která nahrála píseň „You'll Never Walk Alone“ ve prospěch obětí požáru stadionu v Bradfordu. Vystupovala také v muzikálech, za hlavní ženskou roli v Pokrevních bratrech byla v roce 1989 nominována na Laurence Olivier Award. V roce 1993 nazpívala s Eltonem Johnem úspěšnou coververzi skladby Cole Portera „True Love“.

## Diskografie
- 1968 I'm Kiki Dee
- 1970 Great Expectations
- 1973 Loving & Free
- 1974 I've Got the Music in Me
- 1974 Patterns
- 1977 Kiki Dee
- 1978 Stay With Me
- 1981 Perfect Timing
- 1987 Angel Eyes
- 1995 Almost Naked
- 1998 Where Rivers Meet
- 2005 Love Makes the World Go Round
- 2005 The Walk of Faith
- 2008 Cage the Songbird
- 2013 A Place Where I Can Go
- 2019 Gold